# Ahuilteotl
Ahuilteotl est dans la mythologie aztèque, le dieu de tous les vices, en particulier du plaisir sexuel excessif. Divinité des vagabonds et des choses inutiles et superflus, ses fils étaient les esprits appelés Ahuiateteo. Ses symboles sont le scorpion et le coyote pour leur association avec les passions déchaînées, la rapacité et l'appétit sexuel débridé.